# Вандербильтский университет
Вандербильтский университет или Университет Вандербильта (англ. Vanderbilt University, сокр. Vandy или VU) — частный исследовательский университет, находящийся в Нашвилле, штат Теннесси, США.
В университете обучаются более 12 тысяч студентов из всех 50 штатов и более чем 90 зарубежных стран.

## История
Основан в 1873 году на деньги Корнелиуса Вандербильта, в связи с чем назван в его честь (на создание университета пожертвовал около 1 миллиона долларов, а после своей смерти в 1877 году завещал ещё 700 тысяч долларов).
В 1950 году университет Вандербильта вошёл в Ассоциацию американских университетов.

## Деятельность
По состоянию на 2021 год в университете обучалось 7 111 студентов и 6 685 аспирантов, всего 13 796 человек. В нём учатся студенты из всех 50 штатов США и более чем 100 стран. По состоянию на 2022 год студенческий контингент составлял 49 % мужчин и 51 % женщин. 88 % студентов Вандербильта заканчивают обучение в течение четырёх лет и 93 % — в течение шести лет.
Основной кампус университета расположен в самом Нашвилле и занимает площадь около 1,3 км². Кампус был признан национальным дендрарием в 1988 году Ассоциацией ботанических садов и дендрариев (Association of Botanical Gardens and Arboreta), а в 2020 году он был аккредитован ArbNet как дендрарий уровня II.
Университет Вандербильта управляется независимым бессрочным Советом по доверительному управлению. В совет входят 45 постоянных членов (плюс любое количество почетных попечителей) и ректор, являющийся главным исполнительным директором университета. Брюс Эванс является председателем совета директоров университета, а Даниэль Дирмайер занимает с 1 июля 2020 года пост ректора.

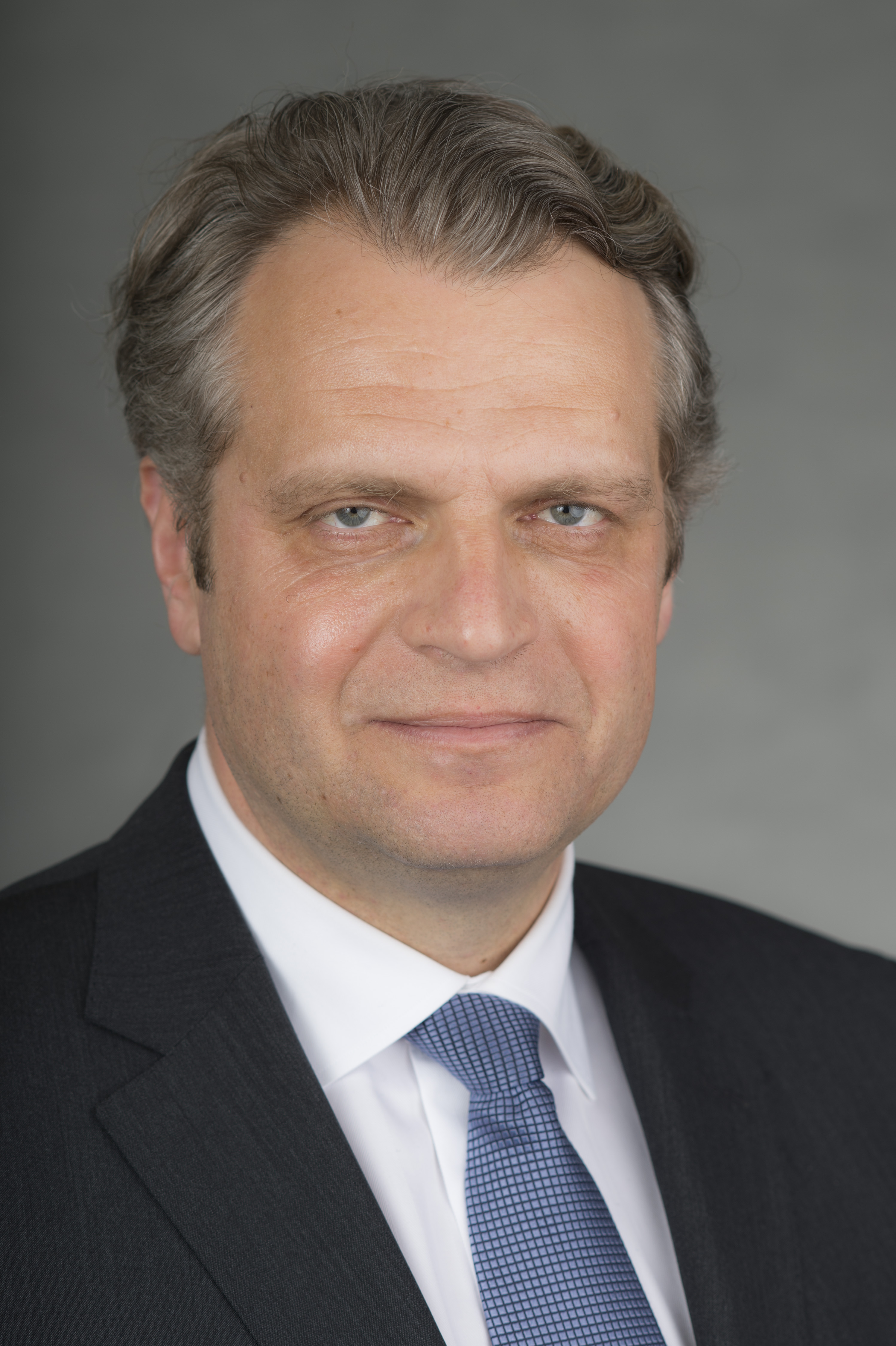
Даниэль Дирмайер

До него в должности ректора Вандербильтского университета работали:
- 1875—1893 − Landon Garland
- 1893—1937 − James H. Kirkland
- 1937—1946 − Oliver Carmichael
- 1946—1963 − Harvie Branscomb
- 1963—1982 − G. Alexander Heard
- 1982—2000 − Joe B. Wyatt
- 2000—2007 − E. Gordon Gee
- 2008—2019 − Nicholas S. Zeppos

Преподавательский состав университета имеет более чем 2400 штатных сотрудников, работающих в следующих академических подразделениях:
| - College of Arts and Science - Blair School of Music - Divinity School - School of Engineering - Graduate School | - Law School - School of Medicine - School of Nursing - Owen Graduate School of Management - Peabody College |

В 2015 году журнал «U.S. News & World Report» разместил университет Вандербильта на 15-м месте в рейтинге национальных университетов и школ (в 2011 году было 17-е место). А согласно академическому рейтингу университетов мира в 2009 году, университет занимал 41-ю позицию в мире. Согласно ежегодному рейтингу журнала «Times Higher Education» университет Вандербильта в 2009 являлся 51-м из лучших в мире, в 2017 году — занимал 108-ю позицию.

### Выпускники
Среди выпускников университета и его филиалов числятся 2 вице-президента США, 25 стипендиатов Родса, 7 Нобелевских лауреатов, победители Пулитцеровской и премии «Оскар», среди которых:
- Альберт Гор — 45-й вице-президент США в 1993—2001 годах, лауреат Нобелевской премии мира за 2007 год.
- Джерри Парр — агент Секретной службы США, спасший президента Рональда Рейгана.
- Уильям Эглстон — современный американский фотограф, основоположник цветной художественной фотографии.
- Мухаммад Юнус — банкир, профессор экономики, лауреат Нобелевской премии мира 2006 года за усилия по созданию экономического и социального развития снизу.

См. выпускники Университета Вандербильта.